# Contré
Contré és un municipi francès situat al departament del Charente Marítim i a la regió de la Nova Aquitània. L'any 2007 tenia 148 habitants.

## Demografia

### Població
El 2007 la població de fet de Contré era de 148 persones. Hi havia 60 famílies de les quals 12 eren unipersonals (8 homes vivint sols i 4 dones vivint soles), 28 parelles sense fills, 16 parelles amb fills i 4 famílies monoparentals amb fills.
La població ha evolucionat segons el següent gràfic:
Habitants censats

### Habitatges
El 2007 hi havia 76 habitatges, 59 eren l'habitatge principal de la família, 15 eren segones residències i 2 estaven desocupats. Tots els 76 habitatges eren cases. Dels 59 habitatges principals, 42 estaven ocupats pels seus propietaris, 13 estaven llogats i ocupats pels llogaters i 4 estaven cedits a títol gratuït; 2 tenien dues cambres, 9 en tenien tres, 13 en tenien quatre i 34 en tenien cinc o més. 40 habitatges disposaven pel capbaix d'una plaça de pàrquing. A 26 habitatges hi havia un automòbil i a 26 n'hi havia dos o més.

### Piràmide de població
La piràmide de població per edats i sexe el 2009 era:
| Homes | Edats   | Dones |
| ----- | ------- | ----- |
| 0     | 95 o +  | 0     |
| 0     | 90 a 94 | 0     |
| 4     | 85 a 89 | 4     |
| 0     | 80 a 84 | 0     |
| 4     | 75 a 79 | 0     |
| 16    | 70 a 74 | 12    |
| 0     | 65 a 69 | 8     |
| 0     | 60 a 64 | 4     |
| 4     | 55 a 59 | 0     |
| 4     | 50 a 54 | 0     |
| 0     | 45 a 49 | 8     |
| 8     | 40 a 44 | 0     |
| 8     | 35 a 39 | 4     |
| 8     | 30 a 34 | 12    |
| 4     | 25 a 29 | 0     |
| 0     | 20 a 24 | 0     |
| 0     | 15 a 19 | 0     |
| 8     | 10 a 14 | 12    |
| 4     | 5 a 9   | 0     |
| 0     | 0 a 4   | 0     |

## Economia
El 2007 la població en edat de treballar era de 87 persones, 63 eren actives i 24 eren inactives. De les 63 persones actives 57 estaven ocupades (31 homes i 26 dones) i 6 estaven aturades (4 homes i 2 dones). De les 24 persones inactives 4 estaven jubilades, 8 estaven estudiant i 12 estaven classificades com a «altres inactius».

### Ingressos
El 2009 a Contré hi havia 59 unitats fiscals que integraven 135 persones, la mediana anual d'ingressos fiscals per persona era de 14.734 €.

### Activitats econòmiques
Dels 4 establiments que hi havia el 2007, 1 era d'una empresa de construcció i 3 d'empreses de comerç i reparació d'automòbils.
Dels 2 establiments de servei als particulars que hi havia el 2009, 1 era una fusteria i 1 empresa de construcció.
L'any 2000 a Contré hi havia 10 explotacions agrícoles que ocupaven un total de 760 hectàrees.

## Poblacions més properes
El següent diagrama mostra les poblacions més properes.